# As-Sauda
As-Sauda – miasto w Syrii, w muhafazie Tartus. W 2004 roku liczyło 4064 mieszkańców. W jego skład oprócz starej części miasta wchodzą osiedla Zimrin, Basztar i Awaru. Miasto chrześcijańskie z mniejszością sunnicką (w Zimrin) i szyicką (w Awaru).